# Île Hamilton (Queensland)
Pour les articles homonymes, voir Île Hamilton.
L'île Hamilton (Hamilton Island)  est la plus grande île habitée des îles Whitsunday en mer de Corail. L'île appartient administrativement à l'État du Queensland, en Australie. Comme la plupart des îles de l'archipel, elle a été formée lorsque le niveau de la mer a monté dans cette région de collines situées à proximité de la côte est du Queensland, en Australie. L'île est une destination touristique populaire et a été filmée pour la promotion du « meilleur travail au monde ».

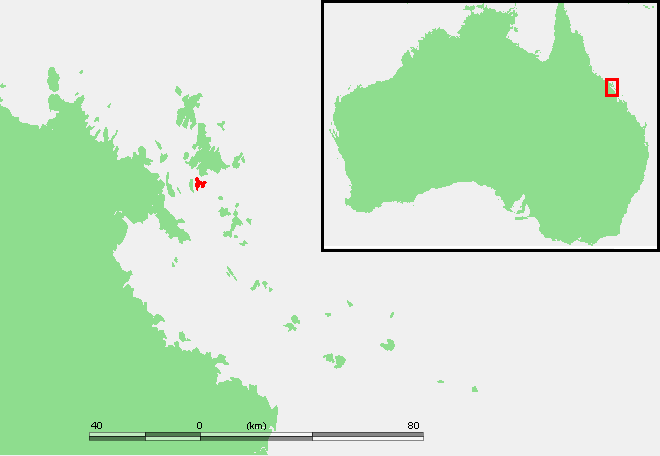
Situation de l'île Hamilton sur la côte Est de l'Australie

À la fin août, l'île accueille le festival annuel de la semaine de course de bateaux de plaisance d'Hamilton Island au cours de laquelle plus de 150 yachts de toute l'Australie et de Nouvelle-Zélande se réunissent pour une semaine de courses à travers les îles. le « Whitehaven Day » est le jour où les bateaux viennent à la plage de Whitehaven pour une grande fête sur la plage. Mais ce n'est que l'un des nombreux festivals hébergés sur l'île.
Au moins deux films majeurs ont été tournés à Hamilton Island : Muriel et l'Amour de l'or.
C'est sur l'île Hamilton que se situe l'aéroport des îles Whitsunday : Hamilton Island Airport (IATA : HTI, OACI : YBHM).